# Giovanni Raimondo Torlonia

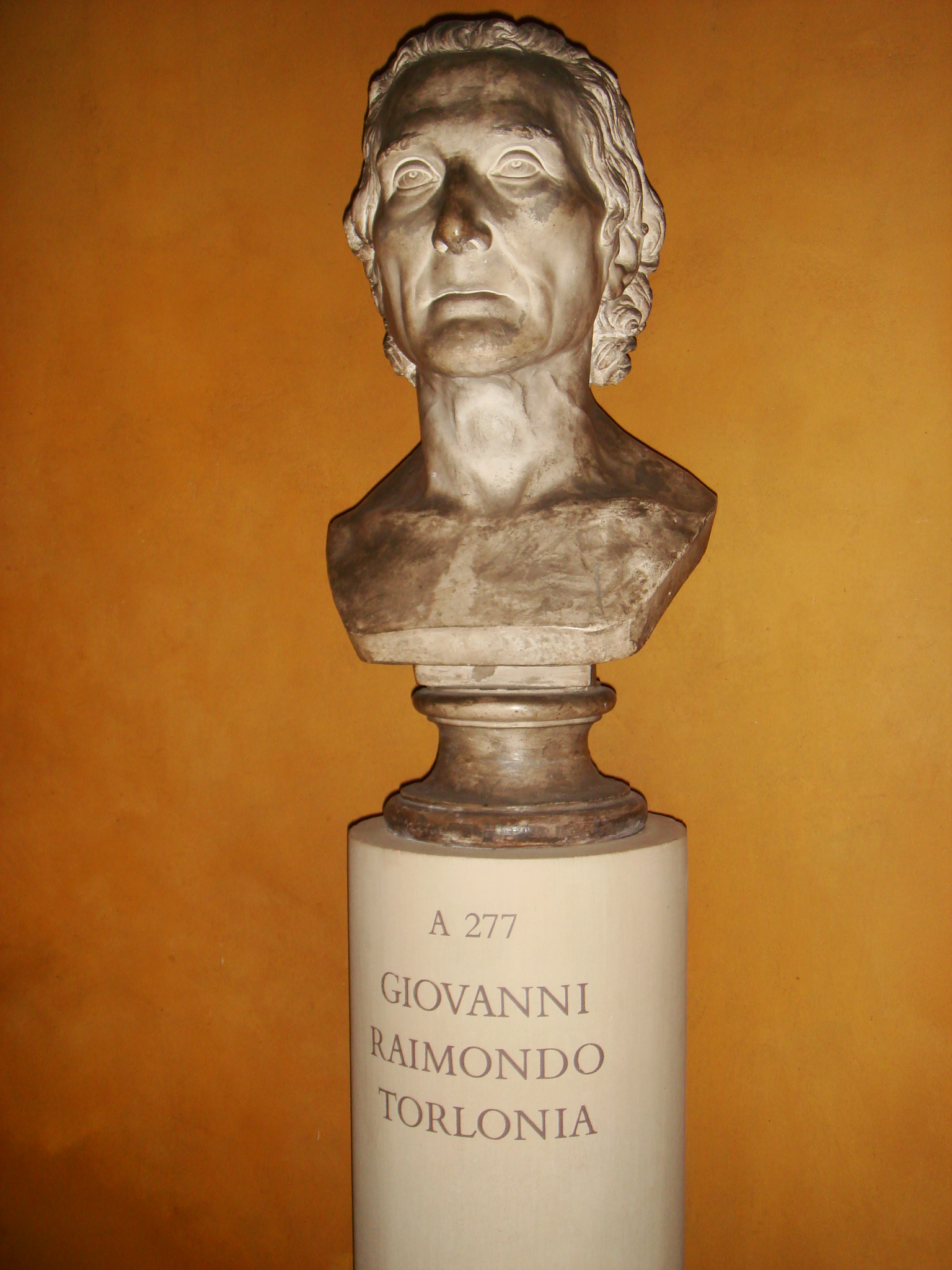
Giovanni Raimondo Torlonia (1754–1829), Büste von Bertel Thorvaldsen, Kopenhagen, Thorvaldsen-Museum

Giovanni Raimondo Torlonia, Duca di Bracciano (* 30. August 1754 in Siena; † 25. Februar 1829 in Rom) war ein einflussreicher italienischer Bankier und seinerzeit einer der reichsten Männer Italiens.

## Leben

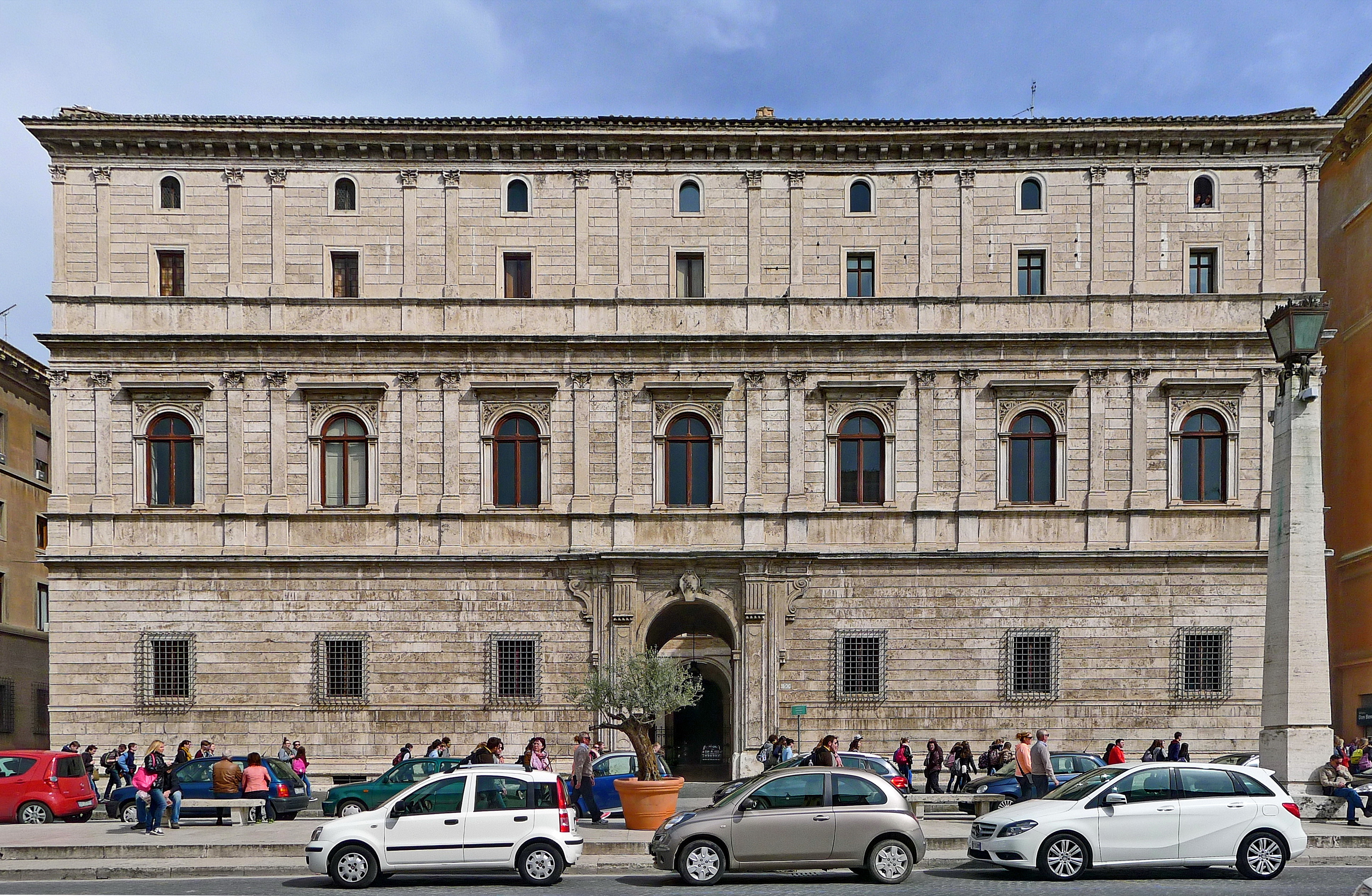
Der Palazzo Torlonia, Hauptfassade in der Via della Conciliazione

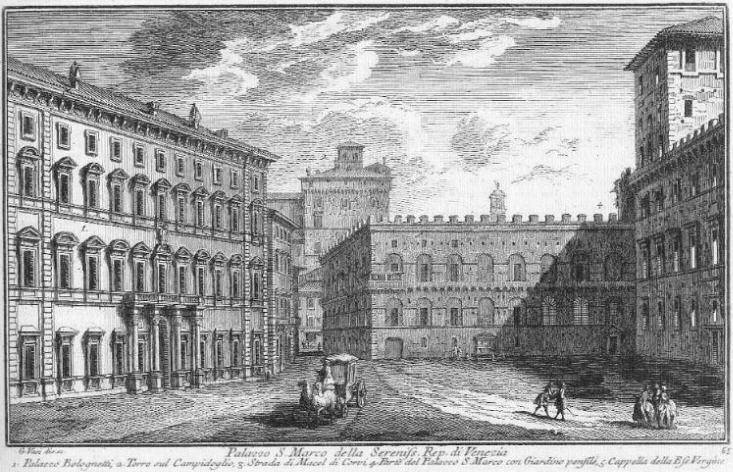
Palazzo Bolognetti-Torlonia (links), Radierung von Giuseppe Vasi (1754)

Giovanni Raimondo Torlonia entstammte der Bankiersfamilie Torlonia. Sein Vater war Marino Torlonia (1725–1785), dessen Vermögen er erbte. Er selbst übernahm die Verwaltung der vatikanischen Finanzen und wurde dafür 1794 von Papst Pius VI. zum Duca di Bracciano und Grafen von Pisciarelli ernannt. Papst Pius VII. ernannte ihn 1803 außerdem zum Markgrafen von Romavecchia und Turrita und zum 1. Fürsten (Princeps Romanus) von Civitella Cesi. Pius VII., einer der namhaften Schuldner Torlonias, verlieh ihm 1809 auch noch den päpstlichen Adel. 
Am 14. Oktober 1793 heiratete er Anna Maria Chiaveri geb. Schultheiss (1760–1840) aus Donaueschingen, die Witwe des Tuchhändlers und Bankiers Agostino Chiaveri († 1791).
Besonders in der Phase der Römischen Republik und in der Franzosenzeit wickelte Torlonia einträgliche Geschäfte ab und gelangte so zu immensem Reichtum. 1817 gründete er das Bankhaus „Banco Torlonia & Compagni“. Von dem Architekten Giuseppe Valadier ließ er ab 1806 die Villa Torlonia erbauen. Er legte außerdem eine bedeutende Sammlung antiker und zeitgenössischer Kunst an, ferner renovierte er römische Kirchen, Paläste, Theater und Villen und ließ den Maxentiuscircus freilegen.
Als er 1829 starb, hinterließ er den größten privaten Grundbesitz im Kirchenstaat und ein Barvermögen von 35 Millionen Scudi.

## Besitztümer
Torlonia besaß mehrere Villen und Landgüter, die teilweise noch heute seinen Namen tragen. So erwarb er 1807 den Palazzo Bolognetti-Torlonia an der Piazza Venezia, der die Kunstsammlungen der Familie beherbergte. Er wurde 1903 abgerissen und an seiner Stelle das Nationaldenkmal Viktor Emanuels II. errichtet. 1820 gelangte er außerdem in den Besitz des Palazzo Torlonia, eines um 1500 errichteten Renaissance-Palasts an der Via della Conciliazione.

## Nachkommen
Torlonia und seine Frau hatten fünf Kinder, darunter den späteren Bankier und Kunstsammler Alessandro Torlonia (1800–1886). 